# Желимир Глишовић
Желимир Глишовић (Нови Пазар, 17. децембар 1965)  је пензионисани генерал-потпуковник и бивши заменик начелника Генералштаба Војске Србије.

## Образовање
- Високе студије безбедности и одбране, 2016.
- Генералштабно усавршавање, 2005.
- Генералштабна школа, 1998.
- Војна академија копнене војске, смер оклопно-механизоване јединице, 1988.
- Правно-биротехничка школа, 1984.

## Досадашње дужности
- Заменик начелника Генералштаба Војске Србије
- Начелник Оперативне управе (Ј-3), Генералштаб Војске Србије
- Начелник Управе за оперативне послове (Ј-3), Генералштаб Војске Србије
- Заменик команданта Копнене војске
- Командант Треће бригаде копнене војске
- Заменик команданта Треће бригаде копнене војске
- Начелник Одељења за оперативне послове, Команда Копнене војске
- Начелник Одсека за оперативне послове и борбена дејства, Команда Копнених снага
- Командант моторизоване бригаде
- Начелник штаба моторизоване бригаде
- Командант механизованог батаљона
- Командант оклопног батаљона
- Помоћник команданта за морално васпитање, уједно заменик команданта оклопног батаљона
- Командир тенковске чете
- Командир вода

## Напредовање
- потпоручник 1988. године
- поручник 1989. године
- капетан 1993. године
- капетан прве класе 1996. године
- мајор 1999. године
- потпуковник 2001. године
- пуковник 2005. године
- бригадни генерал 2012. године
- генерал-мајор 2015. године
- генерал-потпуковник 2021. године